# Thecla inflammata
Thecla inflammata is een vlinder uit de familie van de Lycaenidae. De wetenschappelijke naam van de soort is voor het eerst geldig gepubliceerd in 1889 door Alphéraky.